# Carlina gummifera
Espèce
Statut de conservation UICN

 LC  : Préoccupation mineure
Chamaeleon gummifer (nouveau nom accepté de Carlina gummifera), le chardon à glu ou carline à gomme, est une espèce de plantes à fleurs dicotylédones de la famille des Asteraceae, sous-famille des Carduoideae, originaire du bassin méditerranéen. Ce sont des plantes herbacées vivaces, épineuses, acaules, aux capitules de 30 à 70 mm de diamètre, à fleurs tubulées. Elles exsudent à maturité un latex blanc jaunâtre. Les propriétés médicinales et toxiques de cette plante sont connues depuis l'Antiquité.

## Description

### Appareil végétatif
C'est une plante herbacée, vivace, de 5 à 20 cm de haut, épineuse, à grosse racine lui permettant de se maintenir pendant de nombreuses années. Elle est acaule, c'est-à-dire que sa tige est réduite ou nulle ou non-apparente. Les feuilles forment une rosette à ras du sol. Les feuilles sèches et épineuses forment un tapis protecteur défensif. Elles sont prostrées à la base de la plante, oblongues, pennatipartites à pennatiséquées, à segments terminés en épine et à pétiole engainant à la base.
La racine est pivotante, volumineuse, qui classe cette plante dans les géophytes à rhizome.

### Appareil reproducteur
Les fleurs sont de couleur rose, pourpre mauves ou rosâtres, hermaphrodites. Ce sont des fleurons tous tubulés, subsistant assez longtemps après que les feuilles se sont desséchées Elles sont réunies en inflorescences ou capitules solitaires ou doubles 30 à 70 mm de diamètre. Elles apparaissent en été, entre les mois de juin et juillet. Les bractées de l’involucre du capitule sont étalées, foliacées, les médianes à 3 pointes apicales, les internes à une seule épine brune.
L'ovaire est infère. Il devient, après fécondation, un akène surmonté d’une aigrette ou pappus de poils blancs.
Les fleurs sont entomogames. Elles sécrètent avec la racine une sorte de glu. Selon les pays, elles fleurissent de juillet à octobre. La diffusion des fruits peut se faire par le vent ou les insectes.

### Confusions possibles
L'appellation de « Carline » peut la faire confondre avec une Carline non toxique. En Crète, on consomme les jeunes feuilles en salade. On cite des cas en Espagne de confusion avec Centaurea ornata Willd

## Écologie et répartition
Cette plante vit dans les friches arides (plante xérophile) des régions méditerranéennes, telles que les zones de broussailles ou les pâturages secs de plaine ou de basse montagne. On la trouve notamment au bord des chemins ou dans les cultures abandonnées. Elle se retrouve fréquemment dans la nature à l’état sauvage, sauf dans les régions trop sèches, entre 0 et 700 m d’altitude.
Le Chardon à glu se rencontre en Afrique du Nord (Maroc, Algérie et Tunisie), en Asie mineure et dans le sud de l'Europe (Espagne, Portugal, Italie, Grèce) et en Corse pour la France.
Témoin de la perte de biodiversité en France, cette espèce est éteinte en France métropolitaine.

## Propriétés

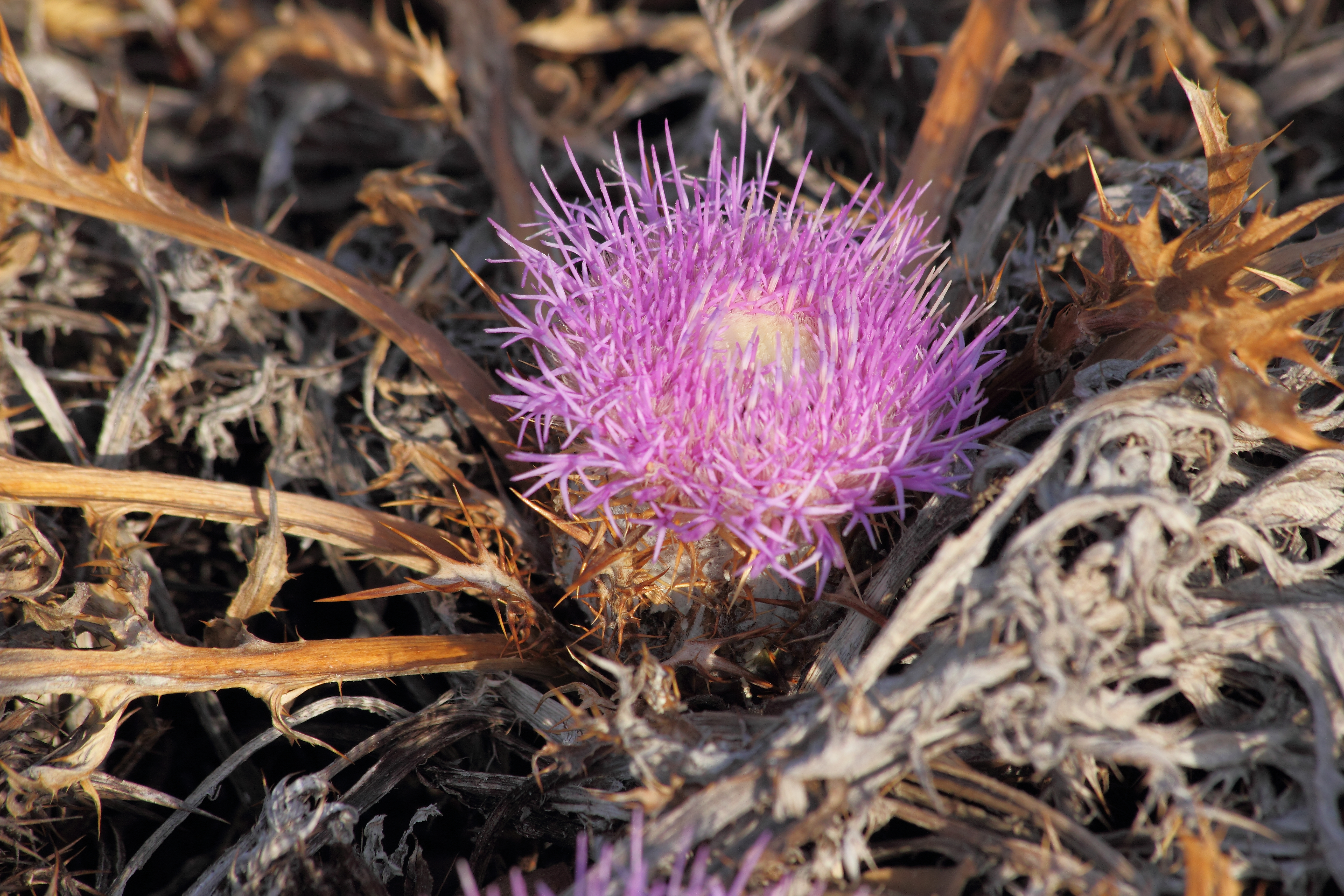
Carlina gummifera : capitule (inflorescence) et feuilles.

C'est une plante toxique, la racine est potentiellement mortelle. Cette toxicité est notamment due à des substances inhibitrices de la respiration cellulaire, dont l'atractyloside (et la carboxyatractyloside).
L'ingestion du chardon à glu, à la suite de méprises ou d'ignorance, détermine des accidents graves qui conduisent à une issue fatale dans un grand nombre de cas. C'est dans ce cadre que des médecins marocains de Rabat, Meknés et Nantes ont décidé de faire le point et d'analyser cette intoxication à partir d'un cas clinique, recueilli dans le service d'anesthésie-réanimation polyvalente de l'hôpital d'enfants de Rabat, CHU Ibn Sina, afin de mieux préciser ses caractéristiques cliniques et, par conséquent, sa prise en charge thérapeutique.
Une revue des cas survenu au Maroc de 1992 à 2008 a été présentée au congrès de toxicologie de FES en 2010 .
D'une manière générale, toute la plante est toxique à des degrés divers, la racine concentre le poison. C'est une plante à éviter, ses aiguillons foliaires la rendent, heureusement, très malaisée à manipuler sans équipement adéquat.

## Utilisations
Cette plante est mal connue ; elle passe, à tort, pour une panacée. Au Maroc on la trouve chez des herboristes traditionnels qui semblent ignorer sa toxicité. Les jeunes bergers utilisent le latex visqueux comme glu pour capturer les oiseaux. Les victimes de l'intoxication sont souvent des fratries. Les jeunes enfants, généralement des fils de fermiers, affectés à la garde des troupeaux, mâchent la racine, croyant apaiser leur faim ou par jeu.
Des cas d'empoisonnements criminels sont possibles[réf. nécessaire]. Ils sont mis en évidence par les analyses qui montrent la présence de l’atractyloside.

## Nomenclature et systématique
Cette espèce a été décrite en premier par Linné et publiée en 1753 dans son Species plantarum 2: 829 sous le nom de Atractylis gummifera L. (basionyme), nom encore souvent utilisé dans de nouvelles publications.
Le botaniste français Henri Cassini l'a séparé du genre Atractylis en 1827 pour la reclasser dans le genre Chamaeleon sous le nom de Chamaeleon gummifer (L.) Cass.
Le botaniste allemand, Christian Friedrich Lessing, a ensuite reclassé, en 1832, le genre Chamaeleon comme sous-genre de Carlina et a renommé le chardon à glu, Carlina gummifera (L.) Less.
Cette classification systématique est étayée par les résultats d'études de génétique moléculaire.

### Noms vernaculaires
- berbère : Addâd (ou Leddâd)
- arabe: choûk el-eulk (chardon à glu à masticatoire), chouk el alk (Algérie).
- français : atractyle[12], carline à gomme[12], chardon à glu[13].
- grec : Αγκαθομάστικο — Αγριομαστιχιά — Ατρακλίδα — Ατρακτυλίς η κομμιοφόρος — αλάγγουρας — Καρλίνα — Κωλιά — Μαστιχάγκαθο — Φόνος.
- anglais : Pine Thistle, Stemless Atractylis.
- allemand : Gummi-Spindelkraut — Mastixdistel.
- italien : Masticogna laticifera.

### Synonymes botaniques
- Acarna gummifera (L.) Willd[1].
- Acarna macrocephala Willd[1].
- Atractylis acaulis Pers[1].
- Atractylis gummifera var. gummifera
- Atractylis gummifera var. macrocephala (Desf.) Pott.-Alap.
- Atractylis gummifera L.[1] basionyme
- Atractylis gummifera Salzm. ex L.
- Atractylis macrocephala Desf[1].
- Atractylis nemotoiana Arènes[1]
- Carlina fontanesii DC.[1]
- Carlina gummifera (L.) Less[1].
- Carlina ixia Garsault
- Carlina macrocephala Less[1].
- Carthamus gummiferus (L.) Lam[1].
- Chamaeleon gummifer (L.) Cass.
- Chamaeleon megacephalus Cass.
- Cirsellium gummiferum (L.) Brot[1].